# جرم نزدیک به زمین
یک جرم نزدیک به زمین (انگلیسی: Near-Earth object) یا (NEO) به هر یک از اجرام کوچک منظومه شمسی گفته می‌شود که در مداری قرار دارد که آن را به زمین نزدیک می‌کند. طبق قرارداد، یک جرم منظومه شمسی در صورتی یک NEO است که نزدیکترین فاصلهٔ آن به خورشید (حضیض) کمتر از ۱٫۳ واحد نجومی (AU) باشد.اگر مدار NEO از مدار زمین عبور کند و عرض جسم بزرگتر از ۱۴۰ متر (۴۶۰ فوت) باشد، یک جسم بالقوه خطرناک (PHO) در نظر گرفته می‌شود. بیشتر PHOها و NEOهای شناخته‌شده سیارک هستند، اما بخش کوچکی از آن‌ها دنباله‌دار هستند.
بیش از ۲۷۰۰۰ سیارک نزدیک به زمین (NEAs) و بیش از صد دنباله‌دار کوتاه مدت نزدیک به زمین (NEC) شناخته‌شده وجود دارد. تعدادی از شهاب‌سنگهایی که به دور خورشید می‌چرخند به‌اندازه‌ای بزرگ بودند که می‌توانستند پیش از برخورد با زمین در فضا ردیابی شوند. در حال حاضر به طور گسترده پذیرفته شده که برخورد در گذشته نقش مهمی در شکل‌دادن به تاریخ زمین‌شناسی و تاریخ بیولوژیکی زمین داشته‌است. سیارک‌هایی به قطر ۲۰ متر (۶۶ فوت) می‌توانند آسیب قابل توجهی به محیط زیست محلی و جمعیت انسانی وارد کنند. سیارک‌های بزرگ‌تر با گذر از اتمسفر تا سطح زمین نفوذ می‌کنند و در صورت برخورد با یک قاره، دهانه‌هایی در آن ایجاد می‌کنند یا در صورت برخورد با دریا، سونامی ایجاد می‌کنند. توجه به NEOها از دهه ی۱۹۸۰ به دلیل آگاهی بیشتر از این خطر بالقوه افزایش یافته‌است. اجتناب از برخورد سیارک با انحراف آن در اصل امکان‌پذیر است و روش‌های کاهش در حال مطالعه و بررسی هستند.